# Gertrudis van Altenberg
Gertrudis van Altenberg (1227 - 1297) is een dochter van Lodewijk IV, graaf van Hessen en Thüringen, en Elisabeth van Thüringen, een heilige. Ze werd al toen ze twee was het norbertinessenklooster van Altenberg ingestuurd, en daar werd ze verzorgd door de nonnen. Hier werd ze op haar 21e abdis. Ze had de gave om ruziënde partijen met elkaar te verzoenen. Zo zou ze eens een ruzie tussen twee (klooster)zusters hebben opgelost. Om haar woorden extra te laten overkomen, kwam een leeuw uit het bos aan haar voeten liggen.
Gertrudis wordt meestal met haar leeuw voorgesteld. Ze is gekleed als norbertines. Soms heeft ze een kroon aan haar voeten, maar meestal is hij waar die hoort, op haar hoofd. Deze kroon verwijst naar haar afkomst. Ze heeft een witte lelie bij zich en een kruisbeeld. Ook heeft ze op haar voorhoofd een klein kruisje. Ze zou op de vraag van paus Urbanus IV een genootschap hebben opgericht dat de kruisridders zou bijstaan vanaf het thuisfront. Ieder lid droeg zo'n kruisje.
Ze is tot nog toe enkel zalig verklaard, dat was in 1311, 14 jaar na haar overlijden. Haar feestdag is 13 augustus.